# Tennessee
Tennessee (/ˌtɛnɪˈsiː/ ⓘ TEN-ih-SEE, địa phương /ˈtɛnɪsi/ TEN-iss-ee), tên chính thức là Tiểu bang Tennessee, là một bang không giáp biển ở khu vực Đông Nam của Hoa Kỳ. Tennessee là bang lớn thứ 36 theo diện tích và đông dân thứ 15 trong số 50 bang. Nó giáp với Kentucky ở phía Bắc, Virginia ở phía Đông Bắc, Bắc Carolina ở phía Đông, Georgia, Alabama và Mississippi ở phía Nam, Arkansas ở phía Tây Nam và Missouri ở phía Tây Bắc. Tennessee được phân chia về mặt địa lý, văn hóa và pháp lý thành ba Đại phân khu với tên gọi Đông, Trung và Tây Tennessee. Thành phố Nashville là thủ phủ và thành phố lớn nhất của bang, đồng thời là trung tâm của vùng đô thị lớn nhất. Các thành phố lớn khác bao gồm Memphis, Knoxville, Chattanooga và 
Clarksville. Dân số của Tennessee theo điều tra năm 2020 là khoảng 6,9 triệu người.
Tennessee bắt nguồn từ Hiệp hội Watauga, một hiệp ước biên giới năm 1772 thường được coi là chính phủ hợp hiến đầu tiên ở phía Tây Dãy Appalachia. Tên của nó bắt nguồn từ "Tanasi", một thị trấn của người Cherokee ở phía Đông của tiểu bang đã tồn tại trước khi người Mỹ gốc Âu định cư đầu tiên. Tennessee ban đầu là một phần của Bắc Carolina, và sau đó là Lãnh thổ Tây Nam, trước khi được gia nhập Liên minh với tư cách là tiểu bang thứ 16 vào ngày 1 tháng 6 năm 1796. Nó có biệt danh "Tiểu bang Tình nguyện" ngay từ đầu trong lịch sử do có truyền thống nghĩa vụ quân sự mạnh mẽ. Là một bang nô lệ cho đến Nội chiến Hoa Kỳ, Tennessee bị chia rẽ về chính trị, với phần phía tây và phần giữa ủng hộ Liên minh miền Nam và vùng phía Đông nuôi dưỡng tình cảm ủng hộ Liên minh. Kết quả là, Tennessee là tiểu bang cuối cùng ly khai và là tiểu bang đầu tiên được tái gia nhập Liên minh sau chiến tranh.
Trong thế kỷ 20, Tennessee đã chuyển đổi từ một xã hội chủ yếu là nông nghiệp sang một nền kinh tế đa dạng hơn. Điều này được hỗ trợ một phần bởi khoản đầu tư lớn của liên bang vào Tennessee Valley Authority (TVA) và thành phố Oak Ridge, được thành lập trong Thế chiến II để đặt các cơ sở làm giàu uranium của Dự án Manhattan nhằm chế tạo những quả bom nguyên tử đầu tiên trên thế giới. Sau chiến tranh, Phòng thí nghiệm Quốc gia Oak Ridge trở thành một trung tâm nghiên cứu khoa học quan trọng. Vào năm 2016, nguyên tố tennessine mới phát hiện được đặt tên theo tên của tiểu bang, phần lớn là để ghi nhận vai trò của Oak Ridge, Đại học Vanderbilt và Đại học Tennessee trong việc khám phá ra nguyên tố này. Tennessee cũng đóng một vai trò quan trọng trong việc phát triển nhiều hình thức âm nhạc đại chúng, bao gồm nhạc đồng quê, Blues, Rock and roll, soul và nhạc Phúc âm.
Tennessee có địa hình đa dạng, và từ đông sang tây, chứa đựng sự pha trộn của các đặc điểm văn hóa đặc trưng của Appalachia, Upland South và Deep South. Dãy núi Blue Ridge dọc theo biên giới phía đông đạt đến một số độ cao cao nhất ở miền Đông Bắc Mỹ và Cao nguyên Cumberland có nhiều thung lũng và thác nước tuyệt đẹp. Phần trung tâm của bang được đánh dấu bằng nền đá gốc hang động và những ngọn đồi thoai thoải không đều, và những đồng bằng bằng phẳng, màu mỡ ở Tây Tennessee. Bang bị chia cắt hai lần bởi sông Tennessee và sông Mississippi tạo thành biên giới phía Tây. Nền kinh tế của nó bị chi phối bởi các lĩnh vực chăm sóc sức khỏe, âm nhạc, tài chính, ô tô, hóa chất, điện tử, du lịch, và gia súc, đậu nành, ngô, gia cầm và bông là những sản phẩm nông nghiệp chính của nó. Vườn quốc gia Dãy núi Great Smoky trở thành công viên quốc gia được ghé thăm nhiều nhất trên toàn quốc, nằm ở phía Đông Tennessee.

## Nguồn gốc tên gọi

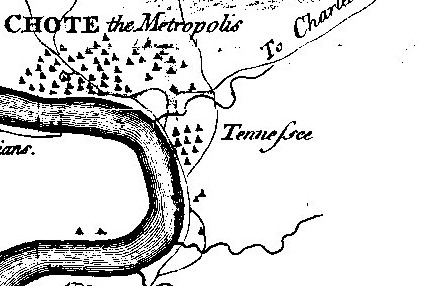
Chi tiết về Tanasi (đánh vần là "Tennessee") trên :File:Draught of the Cherokee Country của Henry Timberlake.jpg

### Thám hiểm và thuộc địa hóa

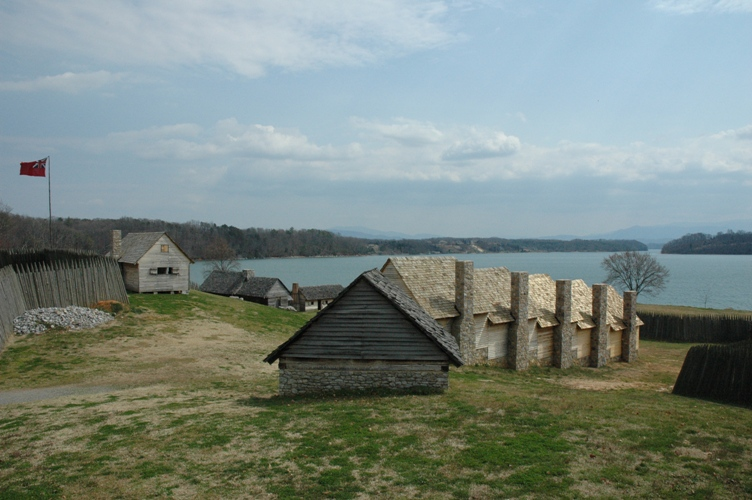
Phục dựng Pháo đài Loudoun, khu định cư đầu tiên của người Anh ở Tennessee

Lãnh thổ Tây Nam năm 1790

### Tiểu bang và kỷ nguyên trước chiến tranh

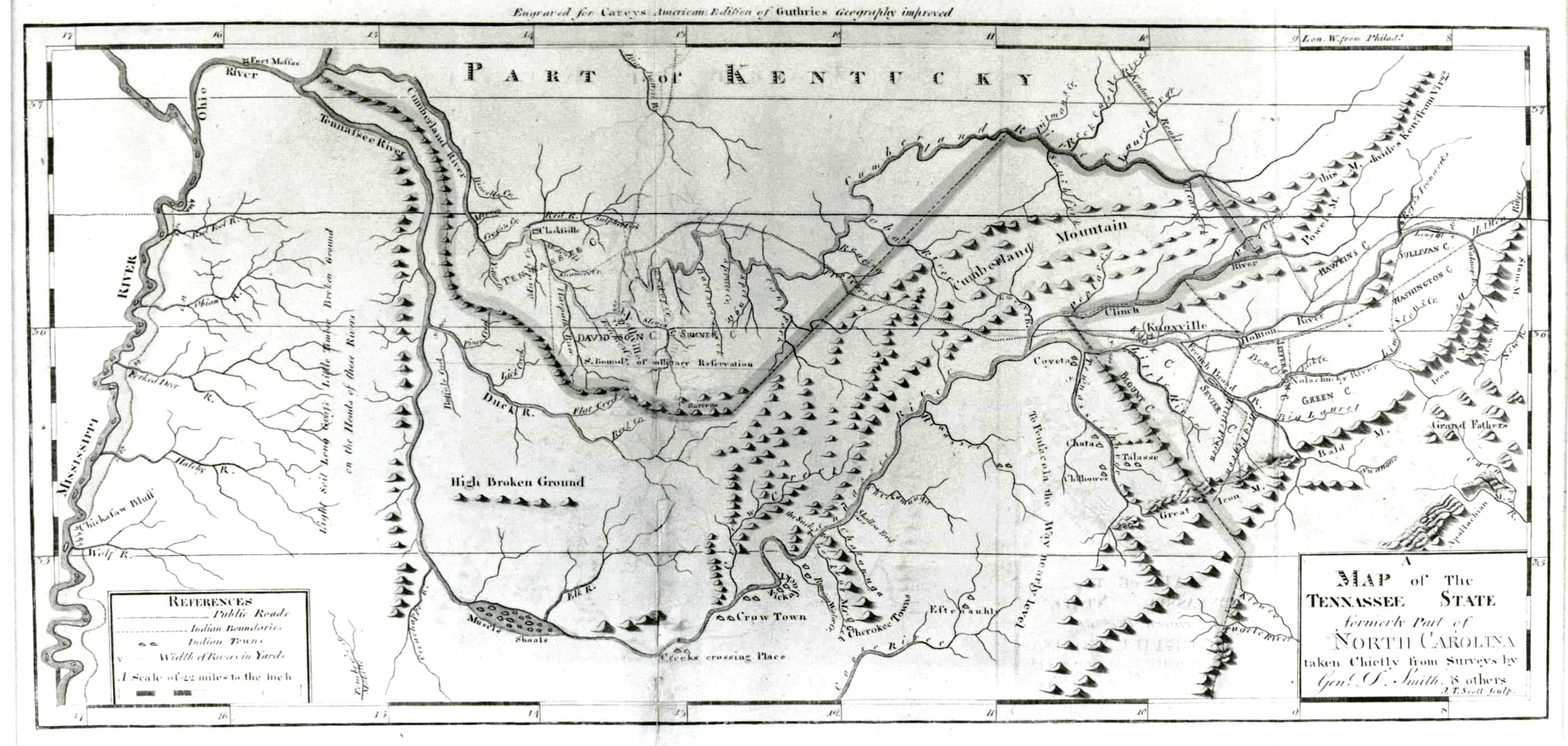
Người khảo sát Daniel Smith's "Bản đồ Bang Tennassee" (1796)

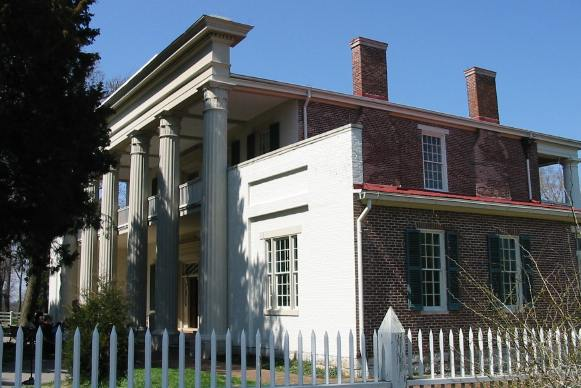
The Hermitage, đồn điền nhà của Tổng thống Andrew Jackson ở Nashville

## Kinh tế

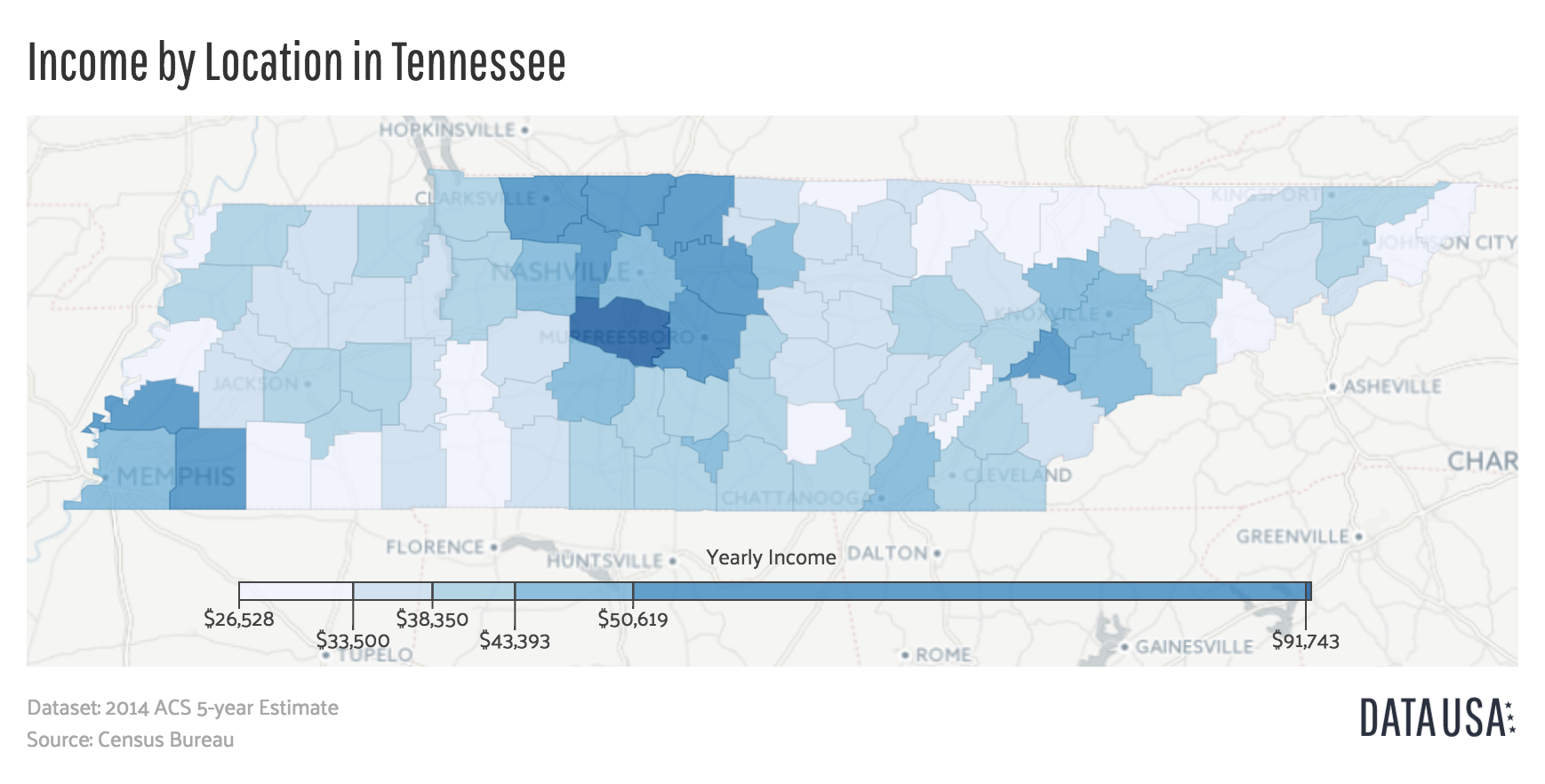
Bản đồ địa lý hiển thị các quận của Tennessee được tô màu theo phạm vi tương đối của thu nhập trung bình của quận đó.

Biểu đồ thể hiện tình trạng nghèo đói ở Tennessee, theo độ tuổi và giới tính (đỏ = nữ)